# Phyllodromica pavani
Phyllodromica pavani es una especie de cucaracha del género Phyllodromica, familia Ectobiidae. Fue descrita científicamente por Failla & Messina en 1979.
Habita en Italia.